# Words Bubble Up Like Soda Pop
Words Bubble Up Like Soda Pop (jap. サイダーのように言葉が湧き上がる Saidā no yō ni kotoba ga wakiagaru) – japoński film animowany, komediodramat romantyczny, wyprodukowany przez Sublimation i Signal.MD i wyreżyserowany przez Kyōheia Ishiguro. Premiera w japońskich kinach oraz w serwisie Netflix odbyła się 22 lipca 2021 roku. 
Film upamiętnia 10. rocznicę powstania wytwórni muzycznej Flying Dog.

## Obsada
- Ichikawa Somegorō VIII jako Cherry
- Hana Sugisaki jako Smile
- Megumi Han jako Bieber
- Natsuki Hanae jako Japan
- Yūichirō Umehara jako Toughboy
- Megumi Nakajima jako Julie
- Sumire Morohoshi jako Marie
- Hiroshi Kamiya jako Kōichi
- Maaya Sakamoto jako Maria
- Kōichi Yamadera jako pan Fujiyama
- Kikuko Inoue jako Tsubasa Fujiyama

## Produkcja i premiera
Film został zapowiedziany na koncercie FlyingDog 10th Anniversary LIVE -Inu Fes!- w 2019 roku, podczas którego ogłoszono również, że zostanie wyreżyserowany przez Kyōheia Ishiguro, z produkcją animacji w wykonaniu Sublimation i Signal.MD, scenarzystą będzie Dai Satō, Yukiko Aikei będzie odpowiadać za projekty postaci, a muzykę skomponuje Kensuke Ushio. W grudniu 2019 roku ogłoszono, że film będzie miał swoją premierę w japońskich kinach 15 maja 2020 roku, a w rolach głównych wystąpią Ichikawa Somegorō VIII i Hana Sugisaki. W kwietniu 2020 roku ogłoszono, że premiera film zostanie przesunięta na później z powodu pandemii COVID-19. 25 lipca 2020 roku film został wyświetlony podczas Międzynarodowego Festiwalu Filmowego w Szanghaju. W listopadzie 2020 roku ogłoszono, że nową datą premiery będzie 25 czerwca 2021 roku. Po ponownym opóźnieniu premiery film ostatecznie trafił do japońskich kin 22 lipca 2021 roku. Światowa premiera filmu odbyła się tego samego dnia w serwisie Netflix. Piosenką przewodnią filmu jest „Cider no yō ni kotoba ga wakiagaru” (jap. サイダーのように言葉が湧き上がる) w wykonaniu never young beach.

### Adaptacja mangowa
Adaptacja filmu w postaci mangi autorstwa Ōnoimo była publikowana w miesięczniku Gekkan Comic Alive od 27 listopada 2019 roku do 27 marca 2021 roku.

## Odbiór
W serwisie Rotten Tomatoes 100% z 7 recenzji filmu jest pozytywnych, a średnia ocen wyniosła 7,40/10.
Kim Morrissy z Anime News Network pochwalił grafikę, postacie i styl muzyczny filmu, ostatecznie oceniając film na A-.
W 2020 roku film był nominowany do nagrody Mainichi Film Awards w kategorii najlepszy film animowany.